# احمد پیرنیا
میرزا احمدخان اعتلاءالسلطنه (۱۲۵۴خ - نامعلوم) دولتمرد دوران قاجار بود.
میرزا احمدخان عموزاده مشیرالدوله و موتمن‌الملک دو رجل مهم اواخر دوران قاجار بود و تمام پیشرفت کاری اش نیز در وابستگی به عمو و عموزادگانش بود. او در حدود سال ۱۲۹۲ هجری قمری به دنیا آمد، در دارالفنون تهران و در اروپا درس خواند و پس از بازگشت، منشی دفتر عموی خود، میرزا نصرالله خان مشیرالدوله صدراعظم شد. بتدریج به ریاست دفتر نخست‌وزیر رسید  و در کابینه میرزا حس خان مشیرالدوله در سال ۱۲۹۹ برای نخستین بار عضو دولت شد و وزارت فوائد عامه را به عهده گرفت. سال بعد که مشیرالدوله بار دیگر نخست‌وزیر شد، اعتلاءالسلطنه را در دوم بهمن به عنوان وزیر پست و تلگراف به مجلس معرفی کرد. در اردیبهشت ۱۳۰۱ دولت مشیرالدوله کنار رفت. در دولت بعدی مشیرالدوله که در ۲۶ خرداد ۱۳۰۲ تشکیل شد، اعتلاء السلطنه کفیل (سرپرست) وزارت کشور بود.